# Duguetia pycnastera
Duguetia pycnastera Sandwith – gatunek rośliny z rodziny flaszowcowatych (Annonaceae Juss.). Występuje naturalnie w Trynidadzie i Tobago, Wenezueli, Gujanie, Surinamie, Gujanie Francuskiej oraz Brazylii (w stanach Amazonas, Amapá i Pará). 

## Morfologia
PokrójZimozielone drzewo lub krzew dorastające do 2–20 m wysokości. Młode pędy są owłosione.
LiścieMają kształt od owalnego do eliptycznego. Mierzą 10–30 cm długości oraz 5–12,5 cm szerokości. Są lekko owłosione od spodu. Blaszka liściowa jest o długo spiczastym wierzchołku.
KwiatySą pojedyncze, rozwijają się w kątach pędów. Działki kielicha mają owalny kształt i dorastają do 10–15 mm długości. Płatki mają kremową barwę z czerwonymi plamkami u podstawy, osiągają do 10–15 mm długości.
OwoceZebrane po 10–20 w owłosione owocostany o kulistym kształcie. Osiągają 15–25 mm średnicy.

## Biologia i ekologia
Rośnie w wiecznie zielonych lasach. Występuje na wysokości do 1500 m n.p.m.